# Willa Rheinbabena we Wrocławiu
Willa Rheinbabena – willa, dom wielorodzinny znajdujący się przy ulicy Alei Lipowej 6 we Wrocławiu.
Budynek wpisany jest do Gminnej Ewidencji Zabytków pod numerem 4187.

## Historia posesji i kamienicy
Zleceniodawcą budowy willi był niemiecki polityk Hans von Rheinbaben (1849–1933), radca Oberlandesgerichtsrat (Wyższego Sądu Krajowego), ojciec bardziej znanego polityka niemieckiego Wernera von Rheinbabena. Już w 1900 roku nowym właścicielem został żydowski radca, sędzia i prawnik Albert Siegmund Simonson (1854–1942), który po ślubie z Gertrud Simonson z domu Mende przeszedł na luteranizm. W tym samym roku na jego zlecenie dokonano rozbudowy budynku dodając, do górnego mieszkania od strony północnej, dobudówkę z zespołem sypialni. Projektantem tego przedsięwzięcia był mistrz murarstwa Friedrich Zimmer. W 1911 roku na poddaszu zostało zaprojektowane i urządzone dodatkowe mieszkanie. Nad ich wykonaniem i urządzeniem czuwała niemiecka firma projektowa Simon & Halfpaap, ta sama, która była odpowiedzialna za projekty m.in. Hotelu Savoy przy pl. Tadeusza Kościuszki 19, bankowej kamienicy nr 33 w Rynku czy Domu Handlowego "Podwale". Ta sama firma projektowa, w latach 1919–1920 wykonała kolejne prace modernizacyjne, ale już na zlecenie nowego właściciela Moritza Matthiasa. Przebudowa zakładała wyodrębnienie małych mieszkań na strychu i w piwnicy oraz w części dobudowanej w 1900 roku.

## Opis architektoniczny

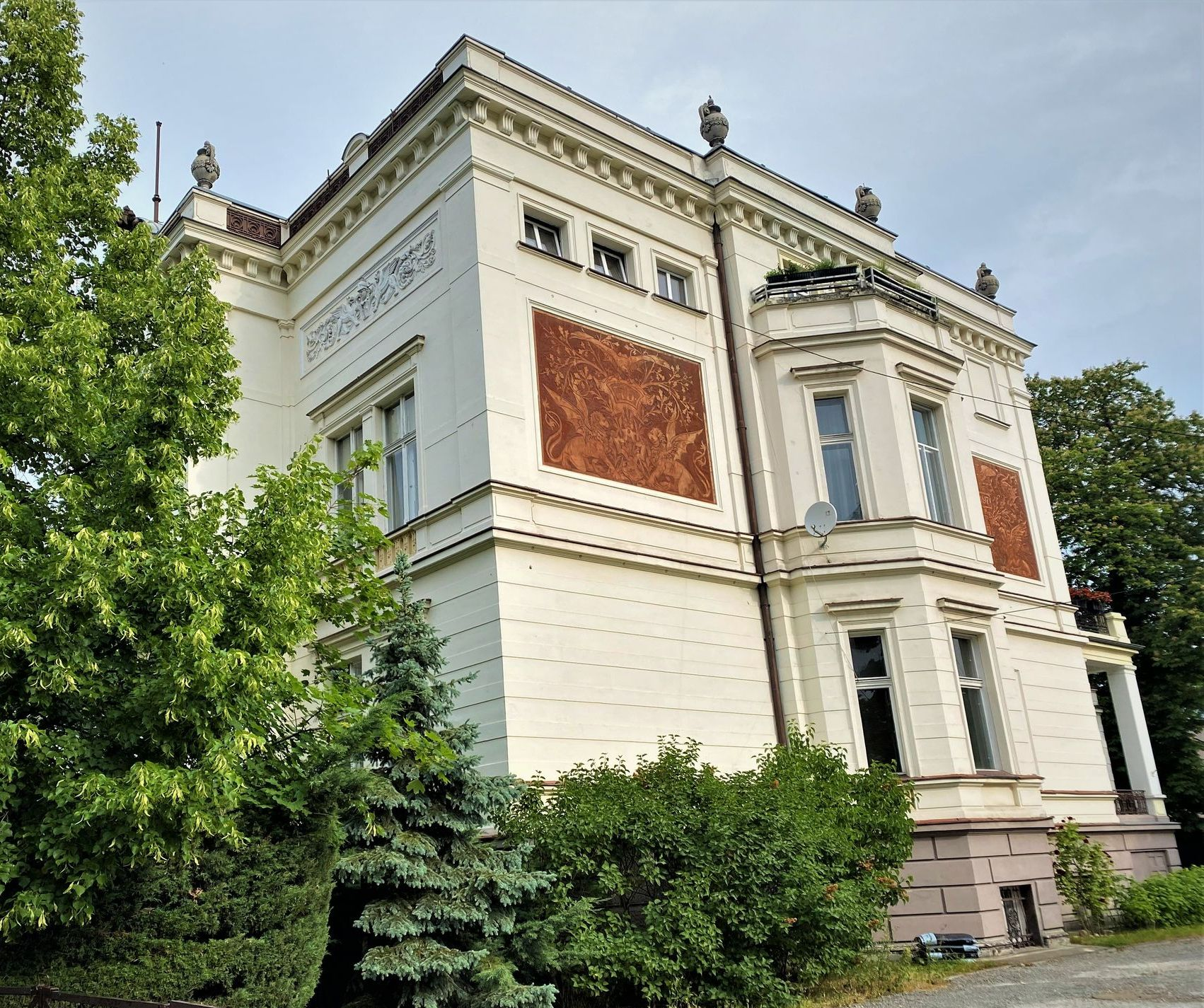
Elewacja wschodnia z widocznymi sgraffita

Budynek został zaprojektowany w 1896 roku na dużej działce przy nowo wytyczonej ulicy Linden Allee (obecnie alei Lipowej). Został wzniesiony na planie dwóch przenikających się i lekko względem siebie przesuniętych prostokątów, przy zachodniej granicy działki; we wschodniej zaprojektowano ogród. Projekt budowy przewidywał dwupiętrowy budynek dla dwóch rodzin, po jednym mieszkaniu na każdej kondygnacji. Mieszkanie parterowe miało pierwotnie powierzchnie 350 m² i składało się z ośmiu pokoi, skoncentrowanych wokół centralnego westybulu. W części frontowej, w południowo-wschodnim narożniku, umieszczono salon reprezentatywny. W trakcie frontowym znajdowały się również dwa mniejsze pokoje prywatne, m.in. sypialnia. Kuchnia obsługująca mieszkanie na parterze, znajdowała się po zachodniej stronie frontowej, pomiędzy schodami gospodarczymi i schodami głównymi. W północno-wschodnim narożniku znajdowała się jadalnia połączona kredensem z kuchnią. W suterenie znajdowały się pokoje służbowe, składy, pralnia i magiel. Na poddaszu znajdowały kolejne się pokoje mieszkalne.
Elewacja została podzielona w osiach symetrii ryzalitami i wykuszami. W ryzalicie frontowym umieszczono dwukondygnacyjne loggie kolumnowe. Między kondygnacjami umieszczone były pasowe gzymsy. Nad otworami okiennymi drugiej kondygnacji elewacji frontowej umieszczono płyciny wypełnione dekoracjami sztukatorskimi z klasycznymi motywami; w elewacjach bocznych to miejsce zastępują otwory okienne poddasza. Nad gzymsem wieńczącym umieszczono attykę z wazami, a w osi środkowej dodatkowo umieszczono datę wzniesienia budynku i herb pierwszych właścicieli. Na elewacji wschodniej, na wysokości drugiej kondygnacji pomiędzy dwukondygnacyjnym wykuszem, znajdują się dwa sgraffita przedstawiające gryfy, udekorowane dekoracja roślinną i datą budowy willi.

## Po 1945 roku
Kamienica przetrwała działania wojenne w 1945 roku. Została zamieszkana przez kilka rodzin. m.in. przez wrocławską malarkę Teresę Buczyńską (od 1974 roku). Z okresu przedwojennego zachowała się oryginalna stolarka oraz dekoracje sztukatorskie na sufitach. W 2012 roku elewacja willi została odnowiona.  